# Guldrushens glada dagar
Guldrushens glada dagar (originaltitel Paint Your Wagon) är en amerikansk westernmusikalfilm från 1969 i regi av Joshua Logan.
Filmen hade svensk premiär 25 februari 1970 i 70 mm kopia på biografen Look i Stockholm.

## Handling
"Guldrushens Glada Dagar" är en västernkomedi. För filmmusiken svarar Frederick Loewe och Alan Jay Lerner. Några av sångerna har blivit klassiker, bland andra "Wandrin' Star", "They Call The Wind Maria" och "I Talk to the Trees". Filmen handlar guldrushen i Kalifornien 1853 och om en guldgrävarstad som snabbt byggs upp av guldlystna män av olika nationaliteter. Två av dessa män är kompanjonerna Ben Rumson och Pardner; de delar till och med på en fru som ropats in på auktion.

## Rollista i urval
- Lee Marvin – Ben Rumson
- Clint Eastwood – Pardner
- Jean Seberg – Elizabeth
- Harve Presnell – Rotten Luck Willie
- Ray Walston – Mad Jack Duncan
- Tom Ligon – Horton Fenty
- Alan Dexter – Parson